# Яндекс Метро
Яндекс Метро (англ. Yandex Metro) — мобильное приложение и веб-сервис с 37 интерактивными схемами метрополитенов. Позволяет рассчитывать время в пути и строить оптимальные маршруты, а также узнавать о перекрытиях и изменениях в работе метро. В настоящее время поддерживается и развивается третья версия для операционных систем Android, HarmonyOS и iOS, хотя раньше существовали версии ещё и для других, более неактуальных, мобильных ОС.
Яндекс Метро является самым популярным в мире мобильным приложением со схемами метро. По версии портала DGL.ru, оно превосходит официальное приложение «Метро Москвы» по точности расчёта времени, качеству построения маршрутов и стабильности работы, однако уступает по объёму дополнительных функций — например, в нём нет справочной информации об истории станций метро В 2012 году оно вошло в число 100 лучших приложений для iOS, а с 2019 года изучается в программе дошкольного образования по системе STEM.

## История

### Веб-версия
Онлайн-сервис Яндекс Метро был запущен в 2007 году. Все схемы представляли собой наборы изображений в формате GIF, на которых при помощи координат размещались объекты, причём подписи с названиями станций были частью изображений. Такое устройство приводило к трудностям с поддержкой сервиса.
19 февраля 2014 была запущена полностью обновлённая веб-версия. Схемы, отображаемые в ней, стали идентичны имеющимся в мобильном приложении, а впоследствии добавилась и функция подсказки удобных вагонов. Вся логика работы была перенесена с серверной части на клиентскую, что стало возможным благодаря развитию технологий рендеринга в браузерах, росту производительности JavaScript-движков и массовому уходу пользователей с устаревших версий браузеров.
В 2018 году Яндекс Метро осуществлял поставку своего программного обеспечения для оснащения информационных систем метропоездов типа 81-765/766/767 2—5 модификаций, однако в 2019 году все московские метродепо отказались от ПО Яндекса в пользу официальной схемы. Сервис Яндекса продолжает использоваться только в Ташкентском метрополитене.
Весной 2020 года веб-версия сервиса была обновлена, став идентичной "третьему поколению" мобильного приложения. Таким образом, все схемы приложения и сайта стали идентичны.

### Мобильное приложение
Приложение «Яндекс Метро» (неофициально условно обозначаемое «нулевой версией» или «нулевым поколением») было выпущено 21 сентября 2008 года и первоначально было предназначено для мобильных телефонов с поддержкой MIDP 2.0 (Java). Оно содержало 4 интерактивные (Москва, Санкт-Петербург, Киев, Харьков) и 6 простых (Екатеринбург, Казань, Нижний Новгород, Новосибирск, Самара, Днепр) схем метро. Интерактивные схемы позволяли строить оптимальный маршрут между двумя станциями с расчётом времени. В июле 2009 года «Яндекс Метро» вышло на Windows Mobile. 4 февраля 2011 года вышла последняя версия этого приложения за номером 2.04.
27 сентября 2010 года на iOS вышло «первое поколение» «Яндекс Метро». Оно представляло собой выкупленное Яндексом приложение независимого разработчика Алексея Додонова Metropolitan. При этом функциональность Яндекс Метро по сравнению с Metropolitan была урезана: пропали схемы нескольких городов и интеграция с Google Maps. По сравнению с версиями для WM и Java новое приложение, нумерация версий которого началась с единицы, имело лучший дизайн и было более удобно в использовании, появились рекомендации удобных вагонов. Простые графические схемы метро были удалены, зато добавилась интерактивная схема Минского метрополитена. 22 февраля 2011 года это приложение вышло для Android, причём в смартфонах, оснащённых NFC-модулем, оно научилось показывать оставшиеся поездки на билете московского метро. 5 сентября 2012 года «Яндекс Метро» вышло для Windows Phone.
В апреле 2015 года приложение было полностью обновлено — вышло «второе поколение» (версия 2.0 и выше). Был усовершенствован дизайн и добавлена функция пополнения транспортных карт «Тройка» и «Подорожник», впоследствии к ним добавилась и «Стрелка». Появилась интеграция с Яндекс Картами — при нажатии на соответствующий элемент интерфейса открывается мобильное приложение. Обновлённое приложение для Windows Phone вышло позже в том же году, но его поддержка была остановлена в декабре 2017 года в связи с крайне низкой популярностью этой ОС, разработка которой спустя некоторое время окончательно прекратилась.
В декабре 2018 года «Яндекс» выпустил «третье поколение» (версия 3.0 и выше) мобильного приложения «Яндекс Метро» для операционной системы iOS. Был обновлён дизайн приложения и расширен список городов, в которых можно посмотреть маршрут, а также добавлены новые функции, в том числе полноценная интеграция с Яндекс Картами. Была утрачена возможность поиска по устаревшим названиям станций. В начале 2019 года новая версия вышла и на Android. В ходе обновлений 2019 года в базу схем были добавлены сначала схемы всех метрополитенов постсоветского пространства, включая Волгоградский метротрам, а затем начато освоение метрополитенов дальнего зарубежья. К марту 2024 года общее число охваченных городов достигло 37.

## Описание
В приложении Яндекс Метро доступна следующая функциональность:
- Построение маршрутов — ключевая возможность приложения. Оно строит маршруты по схеме метро между заданными станциями, рассчитывает время в пути и рекомендует, в какую часть поезда удобнее всего сесть для выхода или пересадки. Поезд отображается схематично в виде пятивагонного состава, где каждый изображённый вагон означает рекомендацию сесть соответственно в первый вагон, ближе к голове, в середину, ближе к хвосту или в последний вагон поезда метро. Такое отображение одинаково для всех схем и не зависит от фактической длины поездов на линии.
- Сведения о времени работы метрополитена в целом, отдельных станций и переходов между пересадочными станциями. В ночное время, когда метро не работает, приложение предупреждает об этом при просмотре схемы, при наличии Яндекс Такси в городе предлагается кнопка быстрого перехода к заказу такси без предварительной постройки маршрута.

Время ночного окна для схемы синхронизировано в соответствии с местным временем города. В случае полной приостановки работы системы метрополитена с 2020 года такие предупреждения отображаются в виде красных всплывающих окон.
- Кнопка перехода к вызову Яндекс Такси через соответствующее приложение при построении маршрута между станциями. При этом рассчитывается время ожидания такси, время поездки и её стоимость. Эта функция работает только в городах, в которых действует Яндекс.Такси.
- Информирование об ограничениях в работе станций, в том числе о ремонтах.
- Встроенное окно с Яндекс Картами, на которых отображается местность вокруг выбранной станции метро и выходы из неё. В Москве, Екатеринбурге и Софии также доступно текстовое описание выходов.
- Определение ближайшей к пользователю станции метро с помощью геолокации.
- Просмотр остатка поездок на проездном, а также пополнение транспортной карты. Функция доступна, только если выбрана схема Москвы или Санкт-Петербурга.
- Пуш-уведомления о масштабных изменениях в работе метро или об открытиях новых станций.
- Для Москвы и Стамбула реализована функция расчёта времени проезда по автобусным маршрутам, работающим в режиме BRT, но для Москвы она реализуется с 26 сентября 2020 года только для компенсационных автобусов, вводимых при кратковременных закрытиях некоторых участков линий, от которых зависит связность схемы.

Интерфейс приложения доступен на нескольких языках, язык выбирается автоматически в зависимости от системного языка устройства и вручную сменить его нельзя. Схемы метро (названия линий и станций) доступны на нескольких языках, а именно на русском и официальных языках стран нахождения зарубежных метрополитенов, а при отсутствии официальной локализации на латинице — ещё и на английском. Например, схема казанского метро доступна на русском, татарском и английском языках, а схема хельсинкского — на русском, финском и шведском. Выбрать язык схемы можно вручную через настройки.

## Праздничные акции и юмор
- 1 апреля 2019: в качестве первоапрельской шутки появилась схема Омского метро c одной-единственной построенной станцией «Библиотека имени Пушкина».
- 15 мая 2019: в честь Дня метро в приложении появилась альтернативные схемы московского и петербургского метро со станциями, переименованными в соответствии с самыми распространёнными поисковыми запросами в Яндексе, сделанными пользователями мобильных устройств рядом с соответствующими станциями. Большинство станций были названы в честь расположенных поблизости торговых центров, органов власти и достопримечательностей[18].
- 1 сентября 2023: появилась схема метрополитена Готэм-Сити из серии комиксов про Бэтмена компании DC Comics.
- 15 мая 2025: в честь 90-летия Московского метро появились 4 новых версии схемы Московского метрополитена — 1935 года, 1965, 1995 и номерная (вместо названий станций отображается год их открытия).

## Список метрополитенов
В таблице перечислены все схемы, присутствующие в мобильном приложении. Они перечислены в таком порядке, в каком они перечислены в настройках приложения (а именно: страны по алфавиту, за исключением России, а в пределах страны города по алфавиту). Графа «Дата ввода» показывает, когда схема появилась в приложении третьей версии. 
| Страна                        | Метро                            | Дата ввода | Особенности |
| ----------------------------- | -------------------------------- | ---------- | --- |
| Россия                        | Волгоградский скоростной трамвай | 21.12.2018 | |
| Россия                        | Екатеринбургский метрополитен    | 21.12.2018 | Одна из трёх схем, в которой имеются текстовые описания всех выходов из станций метро. |
| Россия                        | Казанский метрополитен           | 21.12.2018 | |
| Россия                        | Московский метрополитен          | 21.12.2018 | - Помимо собственно метро, показаны интегрированные с ним МЦК и МЦД. - Не показан Московский монорельс, поскольку он работал в экскурсионном режиме. - Одна из трёх схем, в которой имеются текстовые описания всех выходов из станций метро.                                    |
| Россия                        | Нижегородский метрополитен       | 21.12.2018 | |
| Россия                        | Новосибирский метрополитен       | 21.12.2018 | |
| Россия                        | Самарский метрополитен           | 21.12.2018 | |
| Россия                        | Петербургский метрополитен       | 21.12.2018 | |
| Австрия                       | Венский метрополитен             | 24.10.2019 | |
| Азербайджан                   | Бакинский метрополитен           | 28.04.2019 | |
| Армения                       | Ереванский метрополитен          | 28.04.2019 | |
| Беларусь                      | Минский метрополитен             | 21.12.2018 | |
| Болгария                      | Софийский метрополитен           | 06.03.2020 | Одна из трёх схем, в которой имеются текстовые описания всех выходов из станций метро. |
| Венгрия                       | Будапештский метрополитен        | 09.08.2019 | |
| Германия                      | Берлинский метрополитен          | 05.02.2024 | |
| Греция                        | Афинский метрополитен            | 24.10.2019 | |
| Грузия                        | Тбилисский метрополитен          | 28.04.2019 | |
| Италия                        | Миланский метрополитен           | 03.12.2019 | Помимо собственно метро, на схеме показана частично интегрированная с ним линия автоматического лёгкого метро MeLA. |
| Италия                        | Римский метрополитен             | 09.08.2019 | |
| Казахстан                     | Алма-Атинский метрополитен       | 28.04.2019 | |
| Объединённые Арабские Эмираты | Дубайский метрополитен           | 09.08.2019 | Помимо собственно метро, на схеме показаны монорельс и скоростной трамвай. |
| Польша                        | Варшавский метрополитен          | 09.08.2019 | |
| Португалия                    | Лиссабонский метрополитен        | 24.10.2019 | Единственная схема, на которой вместо простых иконок линий в виде их номера в круге используются «фирменные» изображения: чайка, подсолнух, каравелла и компас, что связано с введёнными в 2000-е названиями линий метро.                                                        |
| Румыния                       | Бухарестский метрополитен        | 06.03.2020 | |
| Саудовская Аравия             | Метрополитен Эр-Рияда            | 16.12.2024 | |
| Соединённые Штаты Америки     | Bay Area Rapid Transit           | 03.12.2019 | |
| Турция                        | Аданский метрополитен            | 30.10.2020 | |
| Турция                        | Анкарский метрополитен           | 18.01.2021 | Помимо собственно метро, на схеме показана интегрированная с ним линия городской электрички Башкентрай. |
| Турция                        | Метрополитен Бурсы               | 18.01.2021 | |
| Турция                        | Стамбульский метрополитен        | 21.12.2018 | Помимо собственно метро, на схеме показаны скоростные трамваи (Т1, Т4, Т5), исторические трамваи (Т2 и Т3), фуникулёры (F1, F2, F3), метробус и городская электричка Мармарай.                                                                                                   |
| Турция                        | Измирский метрополитен           | 30.10.2020 | |
| Узбекистан                    | Ташкентский метрополитен         | 21.12.2018 | |
| Украина                       | Днепровский метрополитен         | 21.12.2018 | |
| Украина                       | Киевский метрополитен            | 21.12.2018 | |
| Украина                       | Харьковский метрополитен         | 21.12.2018 | |
| Финляндия                     | Хельсинкский метрополитен        | 09.08.2019 | |
| Чехия                         | Пражский метрополитен            | 09.08.2019 | |
| Швеция                        | Стокгольмский метрополитен       | 31.07.2020 | Помимо собственно метро, на схеме показаны интегрированные в систему Storstockholms Lokaltrafik скоростные трамваи (линии 7, 12, 21, 22), а также городские электрички Пендельтог (линии 40, 41, 42, 43, 44, 48), Сальтшёбанан (линии 25, 26) и Руслагсбанан (линии 27, 28, 29). |

## В культуре
- Яндекс Метро и Яндекс Карты упоминаются в фантастическом романе Эли Фрей «Везувиан»[19].
- Упоминается в историческом романе Ованеса Азнауряна "В ожидании весны".
- Описано в книге Сергея Грибакина "Сервис здравого смысла", где удобство приложения противопоставляется неудобству настенной навигации при выходах со станций московского метро.